# Rübke (Neu Wulmstorf)
Rübke est un quartier de la commune allemande de Neu Wulmstorf, dans l'arrondissement de Harbourg, Land de Basse-Saxe.

## Géographie
Rübke se situe à la frontière sud du troisième kilomètre de l'Altes Land et se compose essentiellement des deux rues, Nincoper Deich et Buxtehude Straße, à l'extrême sud-est de la zone naturelle Das Alte Land (n ° 670.02), qui appartient à l'unité principale Harburger Elbmarschen (670) et au groupe de base principal des basses terres de l'Elbe (marais de l'Elbe) (67).
Au sud, Rübke dans la commune de Neu Wulmstorf borde le quartier de Neu Wulmstorf, à l'ouest Buxtehude, au nord et à l'est Hambourg.

## Histoire
Dans le cadre des trois miles du territoire autonome de l'Altes Land, Rübke appartient à l'arrondissement de Jork jusqu'à sa dissolution le 1er août 1932, puis fait partie de l'arrondissement de Harbourg.
Lors du raz-de-marée en mer du Nord en 1962, Rübke est touché par des inondations à la suite de grandes brèches de digues dans la région de Süderelbe entre Neuenfelde et Harbourg.
Le 1er juillet 1972, les communes de Schwiederstorf, Elstorf, Rade et Rübke rejoignent la nouvelle commune de Neu Wulmstorf.

## Infrastructure
Rübke est l'extrémité nord de la Bundesstraße 3n qui a pour but de relier ensuite l'A 26 à la B 73 à l'ouest de Neu Wulmstorf.

## Source, notes et références
- (de) Cet article est partiellement ou en totalité issu de l’article de Wikipédia en allemand intitulé « Rübke (Neu Wulmstorf) » (voir la liste des auteurs).

1. ↑  (de) Statistisches Bundesamt, Historisches Gemeindeverzeichnis für die Bundesrepublik Deutschland. Namens-, Grenz- und Schlüsselnummernänderungen bei Gemeinden, Kreisen und Regierungsbezirken vom 27.5.1970 bis 31.12.1982, 1983 (ISBN 3-17-003263-1), p. 320